# Сан-Себастьян-да-Грама
Сан-Себастьян-да-Грама (порт. São Sebastião da Grama)  —  муниципалитет в Бразилии, входит в штат Сан-Паулу. Составная часть мезорегиона Кампинас. Входит в экономико-статистический  микрорегион Сан-Жуан-да-Боа-Виста. Население составляет 12 930 человек на 2006 год. Занимает площадь 252,181 км². Плотность населения — 51,3 чел./км².

## История
Город основан 4 ноября 1925 года. 

## Статистика
- Валовой внутренний продукт на 2003 составляет 76.731.561,00 реалов (данные: Бразильский институт географии и статистики).
- Валовой внутренний продукт на душу населения на 2003 составляет 6.036,15 реалов (данные: Бразильский институт географии и статистики).
- Индекс развития человеческого потенциала на 2000 составляет 0,778 (данные: Программа развития ООН).